# Abraham C. Cyrus
Abraham C. Cyrus war ein Politiker aus St. Vincent und die Grenadinen.
Er war vom 15. Oktober 1951 bis zum 15. Juli 1954 als Drittes Nominiertes Mitglied und vom 6. Oktober 1955 bis 1961 als Zweites Nominiertes Mitglied Abgeordneter im House of Assembly.